# 物部尾輿
物部尾輿（生卒年不詳）是日本6世紀中葉的一位物部氏豪族。他在安閒天皇、欽明天皇兩朝擔任大連一職。其父為物部荒山。有一子物部守屋。
531年（安閒天皇元年），廬城部枳莒喻的女兒偷走了物部尾輿的首飾，獻給了皇后春日山田皇女，被發覺。尾輿對此事件十分恐懼，將配下的部民獻給了皇后。欽明天皇繼位後再次擔任大連之職。539年（欽明天皇元年），大伴金村將任那四郡割讓給了百濟，物部尾輿非難他，迫使金村從政界引退。552年（欽明天皇十三年），百濟聖明王將佛像、佛經等送給日本朝廷（佛教公傳）。物部尾輿與中臣鐮子一起主張廢除佛教（廢佛派），與崇佛派的蘇我稻目對立。